# Geoffrey Nunberg

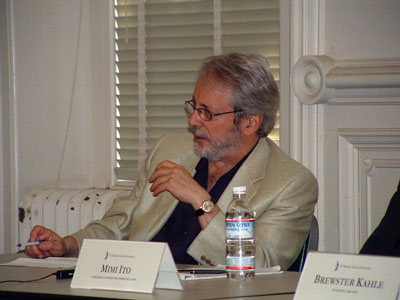
Geoffrey Nunberg (2006)

Geoffrey David Nunberg (* 1. Juni 1945 in Manhattan, New York City, New York; † 11. August 2020 in San Francisco, Kalifornien) war ein US-amerikanischer Sprachwissenschaftler und Hochschullehrer, der eine Reihe wissenschaftlicher Bücher und Artikel zu Themen wie Semantik und Pragmatik, Informationszugang, geschriebene Sprachstruktur, Mehrsprachigkeit und Sprachpolitik sowie die kulturellen Auswirkungen digitaler Technologien verfasst hat.

## Leben
Geoffrey David Nunberg, Sohn des Immobilienmaklers Jacob Nunberg und der Lehrerin Sally Sault, begann nach dem Schulbesuch ein grundständiges Studium an der Columbia University und engagierte sich in der Art Students League of New York. 1972 schloss er ein Studium der Sprachwissenschaften an der University of Pennsylvania mit einem Master of Arts (MA Linguistics) ab, wo William Labov zu seinen Professoren gehörte. 1978 erwarb er einen Doctor of Philosophy (Ph.D. Linguistics) an der City University of New York (CUNY) mit der Dissertation The Pragmatics of Reference. Er war bis 2001 als Leitender Wissenschaftler am Xerox Palo Alto Research Center (Xerox PARC) tätig, wo er an der Entwicklung linguistischer Technologien arbeitete. 1988 wurde er zudem Professor an der Stanford University, an der er bis 2004 lehrte. Im Anschluss übernahm er 2005 eine Professur an der Fakultät für Kommunikationswissenschaften der University of California, Berkeley und unterrichtete an dieser bis zu seinem Tode 2020.
Neben seiner Lehr- und Forschungstätigkeit verfasste Nunberg eine Reihe wissenschaftlicher Bücher und Artikel zu Themen wie Semantik und Pragmatik, Informationszugang, geschriebene Sprachstruktur, Mehrsprachigkeit und Sprachpolitik sowie die kulturellen Auswirkungen digitaler Technologien. Zu seinen Büchern über Sprache gehört The Way We Talk Now (2001), für das er mit dem Preise der Linguistic Society of America’s Language und dem Public Interest Award ausgezeichnet wurde. Die 2004 erschienene Sammlung Going Nucular wurde von Amazon als eines der zehn besten Sachbücher des Jahres 2004 und von den San Jose Mercury News als eines der zehn besten Bücher des Jahres ausgezeichnet. Ferner wurde es von The Boston Globe, vom Hartford Courant und The Chicago Tribune zu den besten Sprachbüchern des Jahres geführt. Sein 2006 erschienenes Buch Talking Right: How Conservatives Turned Liberalism in a Tax Raising, Latte-Drinking, Sushi-Eating, Volvo-Driving, New York Times-Reading, Body-Piercing, Hollywood-Loving, Left-Wing Freak Show wurde vom Washington Monthly zu einem der zehn besten Bücher des Jahres gekürt. Sein 2009 erschienenes Buch The Years of Talking Dangerously wiederum wurde vom San Francisco Chronicle zum bemerkenswerten Buch des Jahres gewählt. Zuletzt erschien 2012 Ascent of the A-Word: Assholism, the First Sixty Years. Er verfasste zudem Beiträge für den Blog Language Log.
Geoffrey Nunberg war zweimal verheiratet. Aus seiner ersten, geschiedenen Ehe mit Anne Fougeron ging die Tochter Sophie Nunberg hervor. In zweiter Ehe war er bis zu seinem Tode infolge eines Hirntumors mit Kathleen Miller verheiratet.

## Veröffentlichungen

### Fachbücher
- The Linguistics of Punctuation (= CSLI Lecture Notes. 18). Center for the Study of Language and Information, Stanford CA 1990, ISBN 0-937073-47-4.
- als Herausgeber: The future of the book (= Semiotic and Cognitive Studies. 3). Turnhut, Brepols 1996, ISBN 2-503-50525-2.
- The Way We Talk Now. Commentaries on Language and Culture. From NPR’s „Fresh Air“. Houghton Mifflin, Boston MA u. a. 2001, ISBN 0-618-11603-6.
- Going Nucular. Language, Politics, and Culture in Confrontational Times. PublicAffairs, New York NY 2004, ISBN 1-5864-8234-3.
- The Years of Talking Dangerously. PublicAffairs, New York NY 2009, ISBN 978-0-7867-4151-9.
- Talking Right. How Conservatives Turned Liberalism into a Tax-Raising, Latte-Drinking, Sushi-Eating, Volvo-Driving, New York Times-Reading, Body-Piercing, Hollywood-Loving, Left-Wing Freak Show. PublicAffairs, New York NY 2006, ISBN 1-58648-386-2.
- Ascent of the A-Word. Assholism, the First Sixty Years. PublicAffairs, New York NY 2012, ISBN 978-1-61039-258-7.

### Artikel über Linguistik und Computerlinguistik
- Indexicality and Deixis. In: Linguistics and Philosophy. Bd. 16, Nr. 1, 1993, ISSN 0165-0157, S. 1–43, JSTOR:25001498.
- mit Ivan A. Sag, Thomas Wasow: Idioms. In: Language. Bd. 70, Nr. 3, 1994, ISSN 0097-8507, S. 491–538, JSTOR:416483.
- Transfers of Meaning. In: Journal of Semantics. Bd. 12, Nr. 2, 1995, ISSN 0167-5133, S. 109–132, doi:10.1093/jos/12.2.109.
- mit Brett Kessler, Hinrich Schütze: Automatic Detection of Text Genre. In: 35th Annual Meeting of the Association for Computational Linguistics and 8th Conference of the European Chapter of the Association for Computational Linguistics. 7–12 July 1997, Universidad Nacional de Educación a Distancia (UNED), Madrid, Spain. Proceedings of the Conference. Association for Computational Linguistics, Morristown NJ 1997, S. 32–38, doi:10.48550/arXiv.cmp-lg/9707002.
- mit Edward Briscoe, Rodney Huddleston: Punctuation and Text-Category Indicators. In: Rodney Huddleston, Geoffrey K. Pullum: The Cambridge Grammar of the English Language. Cambridge University Press, Cambridge u. a. 2002, ISBN 0-521-43146-8, S. 1723–1764.
- The Pragmatics of Deferred Interpretation. In: Laurence R. Horn, Gregory Ward (Hrsg.): The Handbook of Pragmatics (= Blackwell Handbooks in Linguistics. 16). Blackwell, Malden MA u. a. 2004, ISBN 0-631-22547-1, S. 344–364.
- Indexical Descriptions and Descriptive Indexicals. In: Marga Reimer, Anne Bezuidenhout (Hrsg.): Descriptions and Beyond. Clarendon Press, Oxford 2004, ISBN 0-19-927052-X, S. 261–279, (Digitalisat).

### Artikel über Sprachpolitik und andere Sprachthemen
- L’Amérique par la Langue. In: Cahiers de Médiologie. Nr. 3, 1997, ZDB-ID 2130839-1, S. 217–227, doi:10.3917/cdm.003.0217.
- Lingo Jingo. In: The American Prospect. Nr. 33, Juli/August 1997, ISSN 1049-7285, S. 40–47, (online).
- (Einführung) The Persistence of English. In: Meyer H. Abrams, Stephen Greenblatt (Hrsg.): Norton Anthology of English Literature. 7th edition. 2 Bände. Norton, New York NY u. a. 2000.

### Artikel über Technologie
- The Places of Books in the Age of Electronic Reproduction. In: Representations. Bd. 42, 1993, ISSN 0734-6018, S. 13–37, doi:10.2307/2928616.
- Will Libraries Survive? In: The American Prospect. Bd. 9, Nr. 41, November/Dezember 1998, S. 16–23, (online).
- Les enjeux linguistiques d’Internet. In: Critique Internationale. Bd. 4, Nr. 1, 1999, ISSN 1149-9818, S. 105–121, doi:10.3406/criti.1999.1525.
- Will the Internet Speak English? In: The American Prospect. Bd. 11, Nr. 10, März/April 2000, S. 40–43, (online).
- The Internet Filter Farce. In: The American Prospect. Bd. 12, Nr. 1, Januar 2001, S. 28–33, (online).